# Chabi (kejsarinna)
Chabi, född okänt år, död 1281, var en kinesisk kejsarinna, gift med Kublai Khan. Som sådan var hon också Mongolrikets kejsarinna 1260-81. Hon var Kinas första kejsarinna av Yuandynastin. 

## Biografi
Chabi hade politiskt inflytande och fungerade som Kublai Khans rådgivare. Hon gynnade buddhismen och är känd för den försoningspolitik hon bedrev för att försona mongoler och kineser. 
Som ett led i sin försoningspolitik rekommenderade hon framgångsrikt maken att visa mildhet mot medlemmarna av den före detta kinesiska kejsardynastin och avstå från att konfiskera kinesiska kultiverad mark och göra detta till mongoliska betesmarker. 
Hon ska också ha hjälpt honom att behålla harmoni inom hans familj, och som sådan hindra hans bror från att intrigera mot honom. 